# Simprulla argentina
Simprulla argentina là một loài nhện trong họ Salticidae.
Loài này thuộc chi Simprulla. Simprulla argentina được Cândido Firmino de Mello-Leitão miêu tả năm 1940.